# Edward Neugebauer
Edward Gabriel Neugebauer (ur. 1831 w Pajęcznie  – zm. 10 kwietnia 1880 roku w Rzeszowie) – kupiec. 
W wieku 25 lat ożenił się z Franciszką Barbarą Kaniewicz. Przybyli do Rzeszowa w tym samym roku i otworzyli sklep. W latach 1863–1867 pełnił w magistracie funkcję asesora. W roku 1867 wszedł w skład komisji zajmującej się gospodarką miasta. W 1873 został ponownie asesorem, a po rezygnacji Towarnickiego pełnił funkcję naczelnika miasta. Był jednym z twórców Komitetu budowy Szkoły Żeńskiej, za co otrzymał podziękowania od Krajowej Rady Szkolnej 14 kwietnia 1880. Nie odczytał ich, zmarł nagle tydzień wcześniej.